# Universidad de Guayaquil
Die Universidad de Guayaquil, auch bekannt als Estatal , ist eine gemeinnützige staatliche Universität in Guayaquil in Ecuador. Die Hochschule wurde 1867 gegründet und bietet seinen Studierenden 48 Hochschulabschlüsse an 17 Fakultäten an.